# 역사적 지역
역사적 지역(영어: historical region)은 오늘날의 행정 구역과는 무관하게 문화, 민족, 언어, 정치 등의 역사적 배경에 의해 정해지는 지역 구분을 이른다. 현재의 상황과는 독립적인 통시적인 관점에서 지리를 조망할 때에 사용되는 구분인데, 다양한 배경에 의해 결정될 수 있으므로 구분이 모호하거나 동시에 겹치는 경우도 많다. 법적인 행정 구역이나 지리적 구분과는 일치할 수도, 일치하지 않을 수도 있다.
이를 테면 한반도에는 조선 팔도를 기반으로 한 한국의 지방 구분이 있으며, 만주라는 용어 역시 일종의 역사적 지역 구분으로 볼 수 있다. 유럽에서는 오늘날에 별도의 행정 구역이 존재하지 않는 보헤미아, 실레시아, 티롤, 갈리치아, 트란실바니아 등 다양한 역사적 지역 구분이 아직 많은 분야에서 사용되고 있다.